# Grabbarna i 57:an eller Musikaliska gänget
För filmen från 1935, se Grabbarna i 57:an.
Grabbarna i 57:an eller Musikaliska gänget är en svensk TV-serie från 1978 med manus och regi av Bernt Callenbo. Serien gick i repris 1994 och 2009 och är publicerad på Svt:s Öppet arkiv i olika omgångar.

## Handling
På Alpgatan 57 i Stockholm huserar familjen Dahlberg: målarmästaren Oscar Dahlberg och hans barn Karl-Göran och Lisa, hans anställda ungkarlarna Vicke och Fabbe, pigan Vivan samt nya hyresgästen Greta. På andra sidan gården bor Oscars syster Sofie med fästmannen Ludde och sonen Gösta som är kvarterets odåga.
Målarmästaren avlöningskuverten till sina målare och egen son Karl-Göran, blir misstänkt. En ny hyresgäst skall anlända till 57:an, fröken Greta Söderlund från Norrköping. Även Moster Malvina kommer på besök och rör om i historien.

## Om serien
Serien är baserad på ett folklustspel av Gideon Wahlberg som hade urpremiär på Tantolundens friluftsteater 1935. Den sändes på TV2 i sex avsnitt.
Bland aktörerna märks Karin Kavli i en liten roll, en av hennes sista. För manusbearbetning och regi stod Bernt Callenbo som 1970 hade regisserat ett annat klassiskt lustspel, Söderkåkar, för TV.

## Rollista i urval
- Arne Källerud - Målarmästare Oscar Dahlberg
- John Harryson - Ludde Blomkvist
- Inga Gill - Sofi Dahlberg
- Pontus Gustafsson - Karl-Göran Dahlberg
- Anita Molander - Lisa Dahlberg
- Lilian Johansson - Greta Söderlund
- Bert-Åke Varg - Fabian "Fabbe" Karlsson
- Sune Mangs - Vicke Vallin
- Anita Wall - Vivan Lundgren
- Jan Nielsen - Gösta Blomkvist
- Karin Kavli - Moster Malvina
- Jens Callenbo - Figge
- Hans Lindgren - konstapel Bergström
- Per Flygare - Johan "Jocke" Lundberg

## DVD
Serien gavs ut på DVD 2011 och i en buskisbox tillsammans med Skärgårdsflirt 2012. 